# وولفگانگ هوپ
وولفگانگ هوپ (انگلیسی: Wolfgang Hoppe؛ زادهٔ ۱۴ نوامبر ۱۹۵۷) ورزشکار بابسلد اهل آلمان است.
وی در مسابقات کشوری و بین‌المللی در مجموع برندهٔ ۲۳ مدال طلا، ۱۲ مدال نقره، ۱۲ مدال برنز شده‌است.